# قلم الحقن

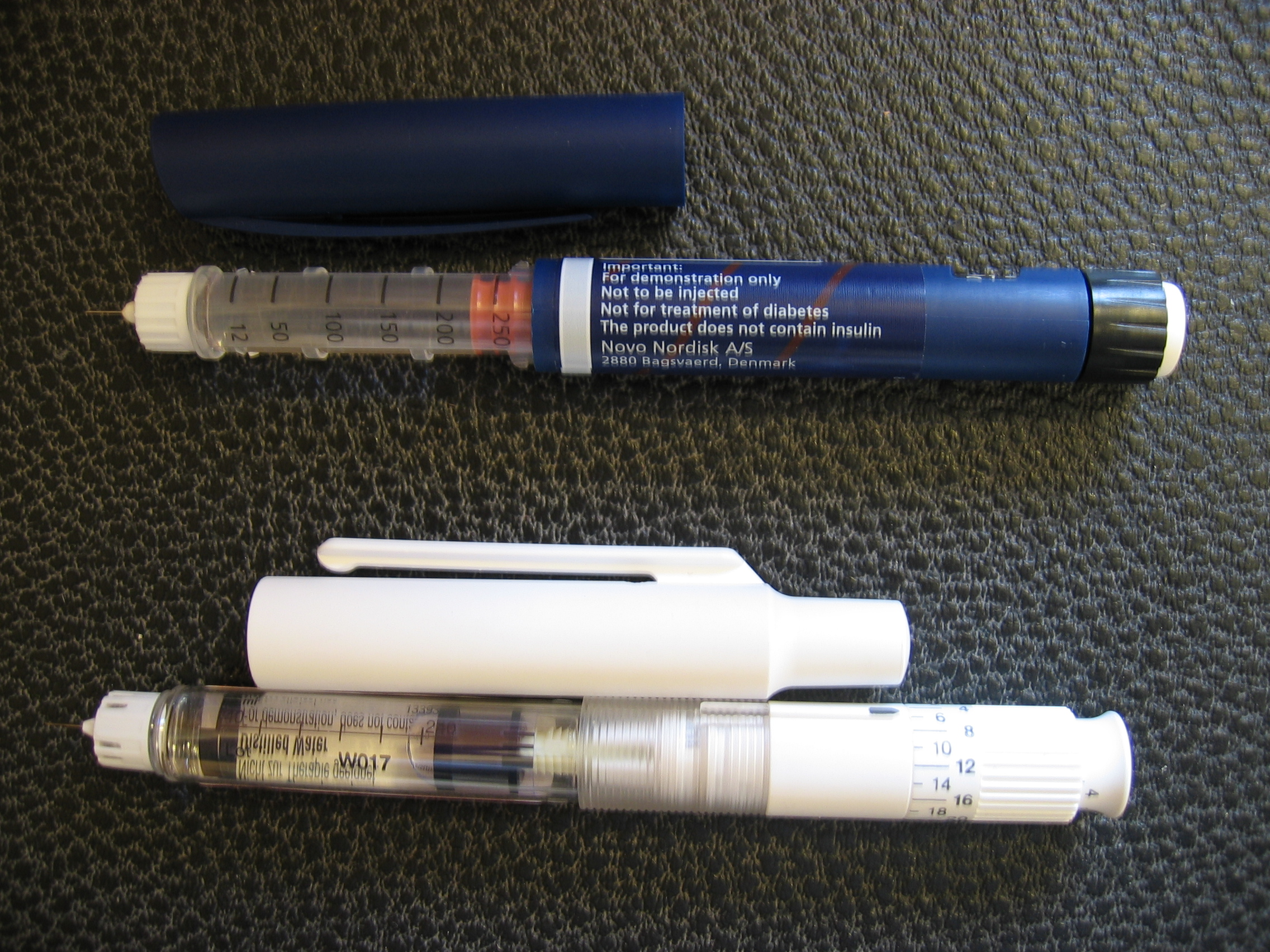
قلمان للحقن يحتويان على الأنسولين.

قلم الحقن (يُدعى أيضًا باسم قلم الأدوية) هو جهاز مستخدم في حقن الأدوية تحت الجلد. صُممت هذه الأقلام التي ظهرت لأول مرة في ثمانينات القرن العشرين بهدف إيجاد وسيلة أسهل وأكثر ملائمة للاستخدام عند إعطاء الأدوية القابلة للحقن، ما يزيد بالتالي امتثال المريض. تختلف أقلام الحقن بشكل رئيسي عن استخدام قوارير الدواء والمحاقن التقليدية في سهولة استخدام قلم الحقن بواسطة الأشخاص ذوي المهارة المنخفضة في إعطاء الحقن، أو ضعيفي الرؤية أو ممن يحتاجون نقلهم من أجل إعطائهم الدواء في الوقت المحدد. تستطيع أقلام الحقن أيضًا التخفيف من الخوف أو صعوبة الحقن الذاتي للدواء، ما يزيد بالتالي احتمالية التزام المريض بالدواء.
تُستخدم أقلام الحقن بشكل شائع مع الأدوية المحقونة بانتظام بواسطة الفرد خلال فواصل زمنية قصيرة نسبيًا، على وجه الخصوص الأنسولين ونظائر الأنسولين المستخدمة في علاج السكري (تُدعى في هذه الحالة أقلام الأنسولين). تتوفر العديد من الأدوية الأخرى في شكل أقلام الحقن، بما في ذلك الأدوية القابلة للحقن المستخدمة في علاج السكري، والكوليسترول المرتفع، والوقاية من الصداع النصفي والأجسام المضادة وحيدة النسيلة الأخرى. أثبتت الدراسات أن أقلام الحقن ذات فعالية مماثلة على الأقل للحقن التقليدي باستخدام القوارير والمحاقن، وأظهرت الفحوص الاستقصائية تفضيل الغالبية العظمى من الأشخاص لأقلام الحقن في حال توفرها على استخدام قوارير الأدوية والمحاقن التقليدية. بعد التقدم البطيء لاستخدام أقلام الحقن في الولايات المتحدة، استطاعت أقلام الحقن التفوق على وسيلة القوارير والمحاقن المستخدمة لإعطاء الأنسولين لدى مرضى السكري من النوع الثاني.

## الفعالية
صُممت غالبية أقلام الحقن من أجل الحقن تحت الجلد، لكن توجد بعض الأنواع المخصصة للحقن العضلي. يمكن تحديد طول الإبرة المناسب وفقًا لموقع الحقن المرغوب والخواص الظاهرية للجلد. بالنسبة للمنتجات المتضمنة على الإبر الجاهزة، مثل أقلام الإبينفرين، يجب الأخذ في عين الاعتبار إمكانية اختلاف أطوال الإبر المتضمنة باختلاف العلامة التجارية المصنعة.
أظهرت العديد من الدراسات تفضيل كثير من الأشخاص استخدام أقلام الحقن على وسائل حقن الأدوية الأخرى، مثل استخدام قوارير الأدوية والمحاقن. أثبتت أقلام الحقن عمومًا امتلاكها فعالية علاجية مضاهية على الأقل لتلك العائدة إلى وسائل حقن الأدوية الأخرى. وجدت إحدى الدراسات حول استخدام أقلام الحقن في إعطاء الأنسولين ارتفاع احتمالية إكمال المريض للعلاج بعد بدئه العلاج بالأنسولين لمدة 12 شهر، مقارنة باستخدام قوارير الدواء والمحاقن. أشارت نفس الدراسة إلى ارتفاع التكاليف الصيدلية قصيرة المدى (أي تكاليف الأقلام والإبر) نتيجة زيادة نسبة الامتثال، إلا أنها أدت في النهاية إلى انخفاض تكاليف الرعاية الصحية الإجمالية المتعلقة بالسكري. ثبت أيضًا أن أقلام الأنسولين قادرة على توفير جودة حياة أفضل مقارنة بوسائل الحقن التقليدية. أشارت مراجعة منهجية لعام 2011، حول تفضيل أقلام الحقن على استخدام قوارير الدواء والمحاقن، ميل الغالبية العظمى من الأشخاص في جميع الدراسات والاستقصاءات تقريبًا إلى تفضيل استخدام أقلام الأنسولين.
قد تعتمد فعالية أقلام الحقن أيضًا على التقنية المتبعة في استخدامها. بعد الضغط الكامل على زر المكبس من أجل تنشيط القلم، يجب الاستمرار في الضغط على الزر لما يقارب 10 ثوان من أجل ضمان حقن كامل الجرعة قبل إزالة إبرة القلم من الجلد وتحرير الزر في النهاية. قد يؤدي الفشل في اتباع تعليمات استخدام القلم إلى تسرب الدواء أو عدم إعطاء الجرعة المطلوبة كاملة. تتمثل إحدى مشاكل الحقن الأخرى التي من شأنها التأثير على فعالية القلم في تطور التضخم الشحمي تحت الجلد بالقرب من موقع الحقن. نتيجة لذلك، يُوصى بتدوير موقع الحقن عند كل عملية حقن.